# Geschützter Landschaftsbestandteil Obstwiese mit Altabgrabung und Baumgruppe
Der Geschützte Landschaftsbestandteil Obstwiese mit Altabgrabung und Baumgruppe mit einer Flächengröße von 1,02 ha liegt südlich von Ainkhausen im Stadtgebiet von Arnsberg im Hochsauerlandkreis. Die Fläche wurde 1998 mit dem Landschaftsplan Arnsberg durch den Kreistag des Hochsauerlandkreises als Geschützter Landschaftsbestandteil (LB) mit dem Namen LB Obstweide mit kleinem Steinbruch und Baumgruppe und einer Flächengröße von 1,25 ha ausgewiesen. 2021 wurde der LB bei der Neuaufstellung des Landschaftsplans mit geändertem Namen erneut und etwas verkleinert erneut ausgewiesen.

## Beschreibung
Beim LB handelt es sich um eine  exponiert am Hang liegende Streuobstwiese mit Apfel- und Zwetschenbäumen. Auf der Fläche befindet sich im Norden ein kleiner ehemaliger Steinbruch mit einer Stieleichengruppe. Die Stieleichen haben einen Stammdurchmesser um 60 cm.
Der Landschaftsplan führte 1998 zum Wert des LB aus: „Die Fläche hat vor allem Bedeutung als Lebensraum für Kleinsäuger und Insekten.“
Der Landschaftsplan führte 1921 bei der Neuaufstellung zum Wert des LB aus: „Neben dem faunistischen Wert hat sie Bedeutung für die Belebung und Gliederung des Landschaftsbildes in der ansonsten landwirtschaftlich intensiver genutzten Umgebung.“

## Schutzgrund, Verbote und Gebote
Der Geschützte Landschaftsbestandteile haben laut Landschaftsplan eine besondere Funktion für die Gliederung und Belebung des Landschaftsbildes bzw. des umgebenden Offenlandes. Es kommt solchen Objekten in der Regel eine erhöhte Bedeutung als Bruthabitat für Hecken- und Gebüschbrüter zu. Laut Landschaftsplan sind Geschützte Landschaftsbestandteile im Plangebiet durch seinen eigenständigen Charakter deutlich von der sie umgebenden „normalen“ Wald- und Feld-Landschaft zu unterscheiden.
Wie bei allen LB ist es verboten diese zu beschädigen, auszureißen, auszugraben oder Teile davon abzutrennen oder auf andere Weise in seinem Wachstum oder Erscheinungsbild zu beeinträchtigen. Unberührt ist jedoch die ordnungsgemäße Pflege eines LB.
Das LB soll laut Landschaftsplan „durch geeignete Pflegemaßnahmen erhalten werden, solange der dafür erforderliche Aufwand in Abwägung mit ihrer jeweiligen Bedeutung für Natur und Landschaft gerechtfertigt ist.“